# Hawa Aden Mohamed
Hawa Aden Mohamed (somali : Xawa Aden Maxamed, arabe : حواء عدن محمد), née en 1949 en Somalie, est une militante somalienne des droits des femmes. Elle est la fondatrice et la directrice exécutive du Galkayo Education Centre for Peace and Development (Centre d'éducation pour la paix et le développement de Galkayo).

## Biographie

### Avant 1995
Hawa Aden Mohamed est née en 1949 à Baidoa en Somalie. Elle a l'opportunité, enfant, de pouvoir suivre des études, qu'elle termine en Inde. Elle enseigne dans la formation professionnelle, puis elle dirige le département chargé de l'instruction de la population féminine, au sein du ministère somalien de l’Éducation. Dans ce cadre, elle crée à Mogadiscio la première école d'institutrices. Le contexte est celui du régime de Mohamed Siad Barre, un militaire qui s'est emparé du pouvoir en 1969 par un coup d’État, et qui se dit marxiste. Il instaure la République démocratique de Somalie, et inscrit en 1979 l'égalité des sexes dans la Constitution du pays, même si la réalité coutumière reste tout autre.
À la fin des années 1980, indépendamment cette fois de l'action gouvernementale, Hawa Aden Mohamed crée l’Établissement des femmes de Somalie, pour agir dans le domaine de l'instruction et de la formation des femmes. Mais la situation politique se dégrade rapidement dans le pays, et le régime de Siad Barre, à bout de souffle après être resté vingt ans au pouvoir, s'efforce de survivre en alimentant des rivalités entre clans, sous-clans et lignages. Ce faisant, il accélère sa propre chute. L'armée se désintègre, et avec elle, l’État somalien. Après le début de la guerre civile, en 1991, Hawa Aden Mohamed part s'installer au Canada. Elle y agit comme travailleuse sociale à Toronto, se consacrant à la lutte contre les mutilations génitales auprès du Women’s Health in Women’s Hands (la santé des femmes aux mains des femmes),.

### Retour en Somalie en 1995
En 1995, elle revient en Somalie. Elle y développe un accueil et un programme d'aide et d'éducation pour les femmes et les filles déplacées pendant le conflit et maltraitées.
Surnommé Hooyo Hawa ("Maman Hawa"), elle fonde en 1999, à Galkayo, un Education Centre for Peace and Development (Centre d'éducation pour la paix et le développement), le GECPD. Elle en devient la directrice exécutive. Ce centre vise à apporter la sécurité, l'instruction et la formation aux enfants, jeunes filles et femmes. Ses zones d'intervention comprennent Galcaio, Galdogob et Jariban, ainsi que Beyra, Baacad Weyn, Bali Busle, Bur Sallah et Harfo. Il propose un enseignement primaire et secondairepour les jeunes filles, des formations de la deuxième chance pour les filles plus âgées, et des programmes d'alphabétisation pour les femmes, pour un total d'environ 780 étudiantes entre 8 et 18 ans. Des formations sont également proposées aux jeunes garçons pour éviter leur enrôlement dans une milice. Le Centre mène enfin des campagnes de sensibilisations pour les droits de l'homme, la paix, la démocratie, les questions environnementales, et contre les mutilations génitales féminines.
L'organisme est financé par la communauté somalienne, par des investisseurs privés et des organisations internationales. Son siège, à Galkayo, sert de plaque tournante aux organisations de femmes, d'enseignantes, de femmes au travail, de femmes d'affaires, etc. Il comprend un centre de ressources, de  formation, de restauration ainsi que des unités informatiques, des salles de classe, une salle de conférence de 80 personnes, des domaines forestiers, des auberges et des instituts de formation. En outre, la GECPD exploite d'autres salles de classe à l'extérieur de ses locaux,,.

## Récompenses et distinctions
Hawa Aden Mohamed a reçu plusieurs prix pour son activité, dont le prix Ginetta Sagan d'Amnesty international en 2005, et en 2012 le Nansen Refugee Award.